# Vienna Center
Vienna Center è un census-designated place (CDP) degli Stati Uniti d'America, situato nello stato dell'Ohio, nella contea di Trumbull.